# Meinrad von Buol
Meinrad von Buol (* 30. Oktober 1588 in Davos; † 13. Juli 1658 in In den Brüchen, (Davos-Platz)) war ein Schweizer Adeliger aus dem Geschlecht Buol.

## Familie
Meinrad war das dritte Kind des Salomon von Buol (1481–1567) Eherichter und Säckelmeister zu Davos, Landammann, Bundslandammann, Magistrat und Oberstleutnant in Französischen Diensten, 1607 nobilitiert durch Heinrich IV. König von Frankreich und der Verena Andres. Er war dreimal verheiratet; in erster Ehe 1608 mit Elisabeth Bavier, T.d. Johann Bavier u.d. Euphrosina Sprecher, † 1618; in zweiter Ehe mit Barbara Sprecher von Bernegg, T.d. Andreas Sprecher von Bernegg u.d. Dorothea Müller, * 16. April 1601, † 22. Juni 1637 in Davos und in dritter Ehe 1638 mit Anna Kuon von Rheinegg. 
Aus der Ehe mit Elisabeth Bavier gingen drei Kinder hervor:
- Verena Buol * 1611 in Davos, † 1611
- Salomon Buol * 1612 in Davos, † 1656. Leutnant und Bannerherr
- Cleophea Buol * 1615 in Davos

Barbara Sprecher von Bernegg schenkte ihm sechs Kinder:
- Verena Buol * 1618 in Davos, † um 1618/20
- Verena von Buol * 1620 in Davos, † 1649, ⚭ Johann Sprecher von Bernegg, * 10. März 1617 in Davos, † nach 1651, Fähnrich und Gerichtsgeschworener der Landschaft Davos[2]
- Andreas Buol * 1627 in Davos, † 1669, Bundeslandammann
- Anna Buol * 1629 in Davos
- Meinrad Buol * 1631/32 in Davos, † 1669, Hauptmann in portugiesischen Diensten, Vikar im Veltlin, Bürger zu Jenins, ⚭  Margaretha von Salis-Aspermont, in 1⚭ mit Andreas Guler von Wynegg[3].
- Dorothea Buol, * in Davos, ⚭ Hans Biäsch von Porta

## Werdegang
Meinrad Buol war zunächst Unterschreiber in Davos. 1607–1609 war Podestà in Bormio und 1613–1615 in Teglio. 1617 wurde er zum Eherichter in Davos bestellt. 1629–1643 Landammann von Davos und als solcher zugleich Bundslandammann des Zehngerichtenbunds. 1642 führte seine Wiederwahl zum Streit mit den anderen Gerichten des Zehngerichtenbunds der 1644 mit dem sogenannten "Waser'schen Spruch" beendet wurde. 1647/48 und 1655/56 erneut Bundslandammann. 1643 Landeshauptmann im Veltlin. 1651 Präsident der Syndikatur (Aufsichtskommission über Veltliner Verwaltung), 1629–1642 war Salomon Buol wiederholt Gesandter der Drei Bünde. Er war führend in der venezianisch-französischen Partei, später Anhänger eines Ausgleichs mit Spanien und Österreich.